# Dietrich III./V. (Kleve)

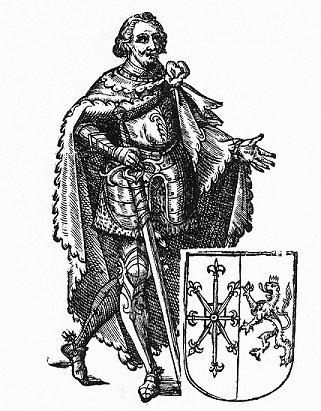
Dietrich von Kleve

Dietrich III./V. (* zwischen 1160 und 1170; † spätestens 1202) ist zwischen 1173 und 1193 sicher als Graf von Kleve belegt. Während er in der älteren Forschung als Dietrich V. (gelegentlich auch als Dietrich IV.) bezeichnet wird, wird er in der jüngeren, auf Kraus basierenden Forschung, als Dietrich III. gezählt.

## Leben
Dietrich wurde als Sohn Graf Dietrichs II./IV. von Kleve und dessen Frau Adelheid von Sulzbach geboren.
Beim Tod seines Vaters 1172 war er noch ein Kind. 1182 heiratete er Margarethe von Holland (Gerulfinger); beider Sohn folgte dem Vater als Graf Dietrich IV./VI. von Kleve.
Nach unsicherer Quelle soll Dietrich III./V. 1198 an der Gründung des Deutschen Ritterordens in Akkon beteiligt gewesen sein. Vermutlich kam er im Heiligen Land ums Leben.